# VV Большого Пса
VV Большого Пса (лат. VV Canis Majoris) — одиночная переменная звезда в созвездии Большого Пса на расстоянии приблизительно 8065 световых лет (около 2473 парсеков) от Солнца. Видимая звёздная величина звезды — от +12,8m до +12,2m.

## Характеристики
VV Большого Пса — пульсирующая переменная звезда, цефеида (CEP).